# ЮАС на летних Олимпийских играх 1932
Южно-Африканский Союз принимал участие в Летних Олимпийских играх 1932 года в Лос-Анджелесе (США) в седьмой раз за свою историю, и завоевал три бронзовых и две золотые медали.

## Медалисты
| Медаль | Спортсмен       | Вид спорта      | Дисциплина                    |
| ------ | --------------- | --------------- | ----------------------------- |
| Золото | Лоуренс Стивенс | Бокс            | Мужчины, до 61,2 кг           |
| Золото | Дэвид Карстенс  | Бокс            | Мужчины, до 79,4 кг           |
| Бронза | Эрнест Пирс     | Бокс            | Мужчины, до 72,6 кг           |
| Бронза | Марджори Кларк  | Лёгкая атлетика | Женщины, 80 м с барьерами     |
| Бронза | Дженни Маакал   | Плавание        | Женщины, 400 м вольным стилем |